# U-298
U-298 – niemiecki okręt podwodny (U-Boot) typu VII C/41 z okresu II wojny światowej. Okręt wszedł do służby w 1943 roku.

## Historia
Wykorzystywany do treningu załogi w ramach 8. Flotylli U-Bootów, a następnie jako jednostka szkolna w U-Abwehrschule, w związku z czym nie odbył żadnego patrolu bojowego.
Poddany 9 maja 1945 w Bergen (Norwegia), przebazowany 29 maja do Loch Ryan (Szkocja). Zatopiony 29 listopada 1945 roku podczas operacji Deadlight ogniem artyleryjskim niszczyciela HMS „Onslow” i fregaty HMS „Cubitt”.